# Langonnet
Langonnet (en bretó Langoned) és un municipi francès, situat a la regió de Bretanya, al departament d'Ar Mor-Bihan. L'any 2006 tenia 1.966 habitants. Es troba al centre del triangle format pels municipis de Gourin, Le Faouët i Plouray.

## Llengua bretona
Tot i trobar-se en la zona del dialecte vanetès, com a la resta del cantó, es parla el dialecte cornuallès, ja que va estar vinculat a la Diòcesi de Cornualla. El 27 de gener de 2005 el consell municipal va aprovar la carta Ya d'ar brezhoneg.

## Administració
| Període   | Identitat         | Partit |
| --------- | ----------------- | ------ |
| 1977-1989 | Joseph Le Puil    |        |
| 1989-2001 | Lucien Stephant   |        |
| 2001-     | Christian Derrien |        |